# ندرلند (کلرادو)
ندرلند (به انگلیسی: Nederland) شهری در ایالت کلرادو کشور ایالات متحده آمریکا است که جمعیت آن در سرشماری سال ۲۰۱۰ میلادی، ۱٬۴۴۵ نفر بوده‌است.